# Henriette Kjær
Henriette Kjær (nacida el 3 de mayo de 1966 en Elsted) es una política danesa, miembro del Parlamento de Dinamarca representando al Partido Popular Conservador.
Kjær fue ministra de asuntos sociales y de los derechos de la mujer desde el 27 de noviembre de 2001 hasta el 2 de agosto de 2004, cuando la sustituyó Eva Kjer Hansen, para pasar al ministerio de familia y consumo hasta el 18 de febrero de 2005. Ambos cargos los ocupó como miembro del gabinete de ministros de Anders Fogh Rasmussen, en su primera legislatura.
El 17 de enero de 2005, siendo ministra de familia y consumo, Kjær anunció que no habría nuevas iniciativas para las familias con hijos en los siguientes dos meses. Pero el día siguiente, cuando se anunció la convocatoria de las elecciones parlamentarias de 2005, los líderes de la coalición Anders Fogh Rasmussen y Bendt Bendtsen anunciaron una bajada de los costes referentes al cuidado de niños, así como un aumento de las ayudas a familias con hijos. En febrero del mismo año, justo antes de la celebración de las elecciones parlamentarias, los medios de comunicación prestaban más atención a los problemas económicos domésticos de Kjær, motivados por su pareja, Erik Skov Pedersen, y que ocasionaron varios impagos. Henriette Kjær no fue incluida en el nuevo gabinete formada tras las elecciones, una vez se confirmó la nueva victoria de la coalición entre el Venstre y el Popular Conservador. El cargó en el ministerio de familia fue asignado a Lars Barfoed.